# TBV Lemgo
El TBV Lemgo és un club d'handbol alemany de la ciutat de Lemgo. Competeix a la 1a Divisió de la Bundesliga alemanya, la qual ha guanyat en dos ocasions les temporades 1996/97 i 2002/03.
A nivell internacional l'equip ha guanyat la Recopa d'Europa d'handbol de 1996 enfront del Club Balonmano Cantabria, així com la Copa EHF de 2006 enfront del Frisch Auf Göppingeni la de 2010 enfront del Kadetten SH Handball.

## Palmarès
- 1 Recopa d'Europa: 1996
- 2 Copa EHF: 2006 i 2010
- 2 Lligues alemanyes: 1997 i 2003
- 3 Copes alemanyes: 1995, 1997 i 2002
- 4 Supercopes alemanyes: 1997, 1999, 2002 i 2003